# And the Wiener Is...
And the Wiener Is... (titulado Y el salchichones es... en España y El complejo de Peter en Hispanoamérica) es el quinto episodio de la tercera temporada de la serie Padre de familia emitido el 8 de agosto de 2001 en FOX. El episodio se centra en la relación entre Peter y Chris, deteriorada cuando este descubre que su hijo tiene el pene más grande que él.
El episodio está escrito por Mike Barker y Matt Weitzman y dirigido por Bert Ring. Como artistas invitados, prestan sus voces a sus respectivos personajes: Patrick Duffy, Rachael MacFarlane, Tara Strong, Lisa Wilhoit y Debra Wilson.

## Argumento
Peter presume ante sus amigos de que su hijo sea incapaz de ganarle en nada hasta que un día se le acaba la suerte cuando tras un partido de baloncesto en el que se meten en la sauna, este descubre que Chris tiene el pene más grande. A raíz de esto, Peter empieza a sentirse inseguro y cada vez más distante con su hijo a pesar de que Lois (quien también se sorprende del atributo de su hijo) le resta importancia. Para volver a sentirse bien por dentro, Peter se compra un coche de gran tamaño con el que simular una penetración cuando entra y sale de un túnel en reiteradas ocasiones hasta que choca de frente contra un camión al ir en contradirección, más tarde decide unirse a la Asociación Nacional del Arma en donde piensa que tener un rifle es la solución al problema de su pene. Peter cree tener una razón para volver a ganar a Chris y se lo lleva con él de caza. Ya en el bosque, ambos son sorprendidos por un oso que amenaza con matarlos. 
Mientras su padre se queda congelado por el miedo mientras ve pasar su vida por delante de sus ojos, Chris le planta cara al animal y le hace huir. Al contemplar la gallardía de su hijo, Peter comprende que no es el tamaño lo que le hace a uno hombre, sino el valor.
Por otra parte, Meg intenta apuntarse al club de cheerleaders, pero es rechazada y se ve resignada a ser majorette. A pesar de ser un cargo inferior al de cheerleader, lo cual hace bien y para fastidiar a Meg por darle entusiasmo el puesto de abanderada, Connie DeMicco y al resto de populares, los cuales deciden gastarle una pesada broma. 
Tras rociarla con carne putrefacta desde una catapulta mientras esta realiza una actuación al compás de la música, Meg se siente humillada. Su madre no puede evitar sentirse mal por su hija y diseña un plan para vengarse de DeMicco. Para empezar, convence a su hija de que se gane la confianza del grupo de populares. Meg, sin saber lo que pretende Lois consigue ganarse la amistad de DeMicco aunque de manera hipócrita la acepta, quien la invita a su decimosexta fiesta de cumpleaños.
Una vez en su casa, Lois le pide a Meg que meta una especie de bomba en el horno para devolverles la broma, sin embargo, su hija rechaza sus planes. Al cabo de un rato, Connie pide a Meg que se meta en un armario en el que cree que se va a enrollar con uno de los populares hasta que descubre que ha estado besando a un cerdo. Humillada de nuevo, corre hasta su madre, quien a sabiendas de que su hija pudiera volverse atrás en sus planes de venganza, contrata a Quagmire para que moleste a DeMicco y a sus amigas.

## Producción
And the Wiener Is... fue escrito por Mike Barker y Matt Weitzman y dirigido por Bert Ring antes de la finalización de la producción de la tercera temporada.

## Recepción
La PTC, grupo mediático frecuentemente crítico con los programas de Seth MacFarlane calificó a Padre de familia como el "peor programa televisivo" en 2005 cuando FOX emitió el episodio. Tras la emisión pretendieron enviar una lista de quejas a la FCC aunque el episodio, en su primera emisión ya estaba calificado para mayores de 14 años por su contenido con diálogos sugerentes (D), lenguaje ofensivo (L) y ligeras referencias sexuales (S) sin que se produjera ninguna queja y que la desnudez originalmente presente fuera censurada. Sin embargo, la FCC desestimó sus protestas ya que el episodio carecía de descripciones gráficas y explícitas de cualquier órgano sexual aparte de no hallar contenido obsceno en el tiempo que duraba la emisión.